# Saliva
A Saliva (jelentése: nyál) 1996-ban, Tennessee-ben alakult amerikai rockegyüttes.

## Története
Debütáló albumuk, amely a zenekar nevét viseli, 1997 augusztusában jelent meg. Egyik legismertebb daluk a "Ladies and Gentlemen", amely 2007-ben jelent meg.

## Stúdióalbumok
- Saliva (1997)
- Every Six Seconds (2001)
- Back into Your System (2002)
- Survival of the Sickest (2004)
- Blood Stained Love Story (2007)
- Cinco Diablo (2008)
- Under Your Skin (2011)
- In It to Win It (2013)
- Rise Up (2014)
- Love, Lies & Therapy (2016)
- 10 Lives (2018)